# Igrzyska Europejskie 2027
Ten artykuł dotyczy przyszłego wydarzenia sportowego. Informacje w nim zawarte zmienią się w przyszłości.
4. Igrzyska Europejskie – nadchodzące międzynarodowe wydarzenie sportowe, które jest zaplanowane na czerwiec 2027 r. w Turcji. Wszystkie dyscypliny olimpijskie rozgrywane podczas Igrzysk Europejskich w 2027 r. mają zapewnić możliwość kwalifikacji do Letnich Igrzysk Olimpijskich 2028 w Los Angeles w Stanach Zjednoczonych.

## Wybór gospodarza
W październiku 2022 r. Europejski Komitet Olimpijski (EOC) ogłosił, że zbliża się do wyboru gospodarza Igrzysk Europejskich w 2027 r. oraz 2031 r. Hiszpania, Francja i Portugalia były potencjalnie zainteresowane organizacją igrzysk w tych latach. Ostatecznie grono kandydatów ograniczyło się do dwóch miast: Splitu w Chorwacji oraz Stambułu w Turcji. 27 marca 2024 roku EOC ogłosił, że kolejna edycja imprezy odbędzie się w tym drugim.